# Tè di Ceylon
Tè di Ceylon è sia il marchio di tè prodotto in Sri Lanka sia un termine storico che descrive il tè proveniente da quella terra. Il tè di Ceylon è stato descritto non solo come un descrittore geografico, ma anche come un pilastro della cultura, patrimonio e identità dello Sri Lanka. Lo Sri Lanka Tea Board è il proprietario legale del logo del leone del tè di Ceylon. Nel 2019, lo Sri Lanka è stato il quarto produttore di tè e il terzo esportatore di tè al mondo. Il logo del leone è stato registrato in 98 paesi a partire dal 2016..